# Прекрасный Дунай
«Прекра́сный Дуна́й» (фр. Le Beau Danube; англ. The Beautiful Danube) — двухактный балет (хара́ктерная комедия) в постановке Л. Ф. Мясина на музыку произведений И. Штрауса и Й. Ланнера в оркестровке Р. Дезормьера. Либретто балетмейстера, сценография В. Я. Полунина и Э. де Бомона. Первый показ 17 мая 1924 года в театре Сигаль, Париж.
Возобновлён Л. Ф. Мясиным в новой версии как одноактный балет и представлен 15 апреля 1933 труппой Русский балет Монте-Карло, Опера Монте-Карло, Монте-Карло. Произведение расценивается как одна из самых знаменитых комедий балетмейстера.

## История создания
По свидетельству С. Л. Григорьева, расхождения мнений Л. Ф. Мясина и С. П. Дягилева впервые проявились по поводу Чимарозы. Их разрыв назрел в конце 1920 года и завершился увольнением Мясина из труппы весной 1921 года. Уход Мясина из труппы Григорьев охарактеризовал как «конец третьего периода в истории Русского балета Дягилева — периода, который по продолжительности и плодотворным итогам может сравниться с фокинским». 
Тогда же, весной 1921 года, Мясин просил руки Веры Савиной (в девичестве Vera Clark, английская балерина, исполнявшая роль Пуделя-девочки в балете «Волшебная лавка», первая из четырёх жён хореографа). Несмотря на то, что в воспоминаниях о данном периоде Мясин писал о своём стремлении к независимости, высказанное не лично Дягилевым, а через Григорьева известие об увольнении из труппы стало для молодого артиста ударом. Тем не менее балетмейстер вскоре обрёл самообладание и стал воплощать в жизнь собственные планы. Впоследствии между Мясиным и Дягилевым произошло примирение, и балетмейстер вернулся в труппу, поставив для неё «Стальной скок» (1927) и «Оду» (1928).
Своё состояние при расставании с труппой и возникновение замысла Мясин описал в мемуарах: «Как только первый шок прошёл, я пришёл в себя и стал наслаждаться свободой. <…> Возможно, что счастье, рождённое жизнью с Верой и первым вкусом независимости, вдохновило меня на работу над новым балетом, который должен был называться „Прекрасный Дунай“ и для которого я планировал использовать ряд жизнерадостных мелодий Иоганна Штрауса». В 1921—1922 годах Мясин работал над различными программами, состоявшими из коротких балетов и условно названными «Дивертисменты». «Любители наслаждений» на музыку Иоганна Штрауса (сына) причисляется наряду с «Регтаймом» на музыку Игоря Стравинского к наиболее значительным из таких дивертисментов. 
Замысел балета «Прекрасный Дунай» возник в 1921 году и воплотился в 1924 году. Балет назван по одному из известнейших вальсов Иоганна Штрауса «На прекрасном голубом Дунае» (op. 314, 1866). Изначально создавался по просьбе графа Этьена де Бомона (Comte Étienne de Beaumont) для проводимых им в 1924 году благотворительных концертов «Парижские вечера графа Этьена де Бомона» (фр. Soiree de Paris du Comte Etienne de Beaumont) для вдов французских военнослужащих и русских эмигрантов. Для этой серии вечеров танца, драмы, музыки, живописи и поэзии Мясин поставил пять балетов: «Прекрасный Дунай», «Салат», «Жига», «Меркурий» и «Розы». Изготовление декораций было поручено Владимиру Полунину и его жене Елизавете, с которыми Леонид Мясин был уже знаком по совместной работе над постановкой «Треуголки», когда художники оформляли задник по эскизам Пикассо. 
Е. Я. Суриц писала о «Прекрасном Дунае» следующее: «Стихия венского вальса, венской оперетты, с их беззаботной праздничностью, пронизывает этот балет. Он перекликается с другими не менее знаменитыми мясинскими комедиями, такими как, например, „Парижское веселье“ на музыку Жака Оффенбаха (1938)».
В 1933 году балет был возобновлён Мясиным для труппы Русский балет Монте-Карло Рене Блюма и полковника Василия де Базиля. Балетмейстер сохранил декорации, созданные по акварели Константена Гиса с изображением Булонского леса в 1860 году. Главному действию предшествовала увертюра: «Для начальной сцены я задумал беспечный ансамблевый номер — дети играют, молодой художник пытается нарисовать картину, уличные торговцы бродят со своими товарами, молодые люди наслаждаются каникулами». Затем до 1938 года эта хара́ктерная комедия исполнялась на гастролях трупп полковника де Базиля, с которым Мясин сотрудничал по контракту, в частности, в первом турне в городах Австралии и Новой Зеландии труппой Русский балет Монте-Карло полковника Василия де Базиля (1936/37). 
В третьем австралийском турне (1939/40) во время выступлений труппы Оригинальный русский балет де Базиль изменил название балета на «Голубой Дунай» (фр. Le beau Danube bleu), танцы ставил Серж Лифарь, но музыка и декорации остались прежними, а имя Леонида Мясина не было указано на афишах — это могло расцениваться так, что постановщиком балета вступал не Мясин, а Лифарь. Де Базиль обвинялся в нарушении авторских прав, и Мясин покинул труппу де Базиля по окончании контракта 1 февраля 1938 года.
30 января 1938 года Мясин занял пост балетмейстера во вновь созданной труппе Русский балет Монте-Карло под руководством Сержа Дэнема (С. И. Докучаева), благодаря чему «Прекрасный Дунай» завоевал большую популярность в США и надолго закрепился в репертуаре (1938—1952, 1954—1961). В 1955 году Мясин в сотрудничестве с женой восстанавливал балет в Стокгольме, а над другим возобновлением работал осенью 1960 года.

## Сюжет
В мемуарах Мясин писал, что балет практически не имеет сюжета, и причислял работу к дивертисментам: «Фактически в „Прекрасном Дунае“ не было сюжета. Просто это был своего рода предлог, чтобы связать воедино ряд дивертисментов праздничного характера». 
Действие происходит в Вене в парке Пратер в 1860-х годах. Молодой Гусар встречает Девушку из благородной семьи, на которой собирается жениться. Неожиданно в парке появляется Уличная танцовщица, его бывшая возлюбленная. «Возникшую между соперницами ссору с трудом удаётся уладить». Родители пытаются увести Девушку, которая всё-таки возвращается к Гусару и примиряется с женихом. Уличная танцовщица избирает нового кавалера — Атлета (Силача). «Балет заканчивается общим весёлым танцем».

## Части оркестровки
- I. Увертюра (Ouverture)
- II. Аллегро (Allegro marcato)
- II. Мазурка (Mazurka)
- III. Андантино (Andantino - Tempo di valse)
- IV. Мазурка (Mazurka)

## Премьеры
Первая версия 1924 года
- 1924, 17 мая — «Прекрасный Дунай», балет в 2-х актах. Музыка из произведений И. Штрауса и Й. Ланнера[2] в оркестровке Р. Дезормьера. Декорации В. Я. Полунина и Е. Полуниной по картине К. Гиса[18]. Костюмы графа Э. де Бомона. «Парижские вечера графа Этьена де Бомона», Театр де ля Сигаль, Париж[20][2][15]. Лорка Мясин писал, что костюмы де Бомона точно соответствуют моде того времени и передают изысканный дух той эпохи[21].

Действующие лица и исполнители:
- Уличная танцовщица — Лидия Лопухова
- Гусар — Леонид Мясин

Возобновление 1933 года
- 1933, 15 апреля — «Прекрасный Дунай», одноактный балет. Музыка, декорации и костюмы как в постановке 1924 года[21]. Русский балет Монте-Карло Блюма и де Базиля, Опера Монте-Карло, Монако[3][2][22].

Действующие лица и исполнители:
- Уличная танцовщица — Александра Данилова
- Девушка — Татьяна Рябушинская
- Гусар — Леонид Мясин
- Модистка (Маленькая швея[11]) — Ирина Баронова
- Король дэнди — Давид Лишин
- Силач (Атлет) — Эдуард Борованский[англ.][11]

В 1933 году показы балета прошли в театре Альгамбра, Лондон, 4 июля; Театре Сент-Джеймс, Нью-Йорк, 21 декабря (или 22 декабря). В 1938 году труппа Русский балет Монте-Карло Сержа Дэнема представила балет в Друри-Лэйн (Лондон) в новом оформлении Э. де Бомона. В 1945 году «Прекрасный Дунай» вошёл в репертуар Балета Борованского и исполнялся до 1960 года. Балет Джоффри представил восстановленную версию в 1972 году

## Место в творчестве
Суриц процитировала оценку Дягилева о первой версии балета из работы Букле (Buckle R. Diaghilev.): «Здесь не о чём и говорить — просто дрянь». Это мнение Дягилев высказал в пору подготовки премьеры «оперетты в танцах» «Голубой экспресс» Нижинской, и исследовательница объяснила резкое неприятие Дягилевым одножанровой работы Мясина разными концепциями, разными подходами к жанру комедии. Дягилевские комедии отличались от балетов Фокина и Мясина особой эстетикой и образным строем.
В то время как в труппе Русский балет Дягилева многие созданные Мясиным балеты получили мировое признание (среди них «Парад» (1917), «Треуголка» (1919), «Пульчинелла» (1920)), постановка «Прекрасного Дуная» (1924) прославила балетмейстера как автора балетных комедий. Зрители и балетоведы расценили «Прекрасный Дунай» как одно из самых знаменитых произведений балетмейстера жанра комедии. Джек Андерсон (Jack Anderson) писал, что по популярности с «Парижским весельем» мог конкурировать только «Прекрасный Дунай», поскольку оба балета сочинены в стиле оперетты, и поэтому часто сравниваются в этом ключе. Балет до сих пор возобновляется и идёт в театрах разных стран, в частности, входит в репертуар Датского королевского балета, Лондон фестивал балле и Сити сентер Джофри балле и других трупп.